# Онтането (Фиренца)
Онтането је насеље у Италији у округу Фиренца, региону Тоскана.
Према процени из 2011. у насељу је живело 112 становника. Насеље се налази на надморској висини од 130 м.